# Liste der Monuments historiques in Lignol
Die Liste der Monuments historiques in Lignol führt die Monuments historiques in der französischen Gemeinde Lignol auf.

## Liste der Bauwerke
| Bezeichnung        | Beschreibung | Standort | Kennzeichnung | Schutzstatus | Datum     | Bild |
| ------------------ | ------------ | -------- | ------------- | ------------ | --------- | ---- |
| Kapelle Saint-Yves |              | (Lage)   | PA00091363    | Inscrit      | 1925      |      |
| Schloss Le Coscro  |              | (Lage)   | PA00091364    | Inscrit      | 1972 1997 |      |
| Manoir de Kerduel  |              | (Lage)   | PA00091365    | Inscrit      | 1989      |      |

## Liste der Objekte
- Monuments historiques (Objekte) in Lignol in der Base Palissy des französischen Kultusministeriums